# Giải đua ô tô Công thức 1 Đức
Giải đua ô tô Công thức 1 Đức (Großer Preis von Deutschland) là một trong nhiều giải thuộc giải đua xe Công thức 1 vô địch thế giới diễn ra hàng năm. Các đội đua sẽ thi đấu trên đường đua Nürburgring tại Nürburgring, Đức.
Giải Đức chính thức trở thành một phần của giải vô địch thế giới từ năm 1951 với chiến thắng của tay đua người Ý Alberto Ascari tại đường đua Nürburgring.
Michael Schumacher trở thành tay đua đầu tiên 4 lần vô địch giải Đức sau khi về nhất năm 2006.

## Các thông số kỹ thuật của đường đua Nürburgring
- Tham dự giải Công thức 1 từ: 1951

Đường đua Nürburgring

- Số lần tham dự giải Công thức 1: 59 (tính đến năm 2011)
- Chiều dài một vòng đua: 5,148 km
- Số vòng đua: 60
- Tốc độ tối đa:
- Sức chứa tối đa:
- Kỷ lục chạy một vòng nhanh nhất: 1 phút 29,468 giây của Michael Schumacher (Ferrari) năm 2004

## Năm2011
- Thời gian: 24 tháng 7

## Các cá nhân và đội đua vô địch
| Năm  | Cá nhân                                            | Đội đua                                            | Đường đua                                          | Chi tiết                                           |
| ---- | -------------------------------------------------- | -------------------------------------------------- | -------------------------------------------------- | -------------------------------------------------- |
| 2010 | Fernando Alonso                                    | Ferrari                                            | Hockenheimring                                     | chi tiết                                           |
| 2009 | Mark Webber                                        | Red Bull–Renault                                   | Nürburgring GP-Strecke                             | chi tiết                                           |
| 2008 | Lewis Hamilton                                     | McLaren–Mercedes                                   | Hockenheimring                                     | chi tiết                                           |
| 2007 | Sự kiện đổi tên: tham khảo Grand Prix châu Âu 2007 | Sự kiện đổi tên: tham khảo Grand Prix châu Âu 2007 | Sự kiện đổi tên: tham khảo Grand Prix châu Âu 2007 | Sự kiện đổi tên: tham khảo Grand Prix châu Âu 2007 |
| 2006 | Michael Schumacher                                 | Ferrari                                            | Hockenheimring                                     | chi tiết                                           |
| 2005 | Fernando Alonso                                    | Renault                                            | Hockenheimring                                     | chi tiết                                           |
| 2004 | Michael Schumacher                                 | Ferrari                                            | Hockenheimring                                     | chi tiết                                           |
| 2003 | Juan Pablo Montoya                                 | Williams-BMW                                       | Hockenheimring                                     | chi tiết                                           |
| 2002 | Michael Schumacher                                 | Ferrari                                            | Hockenheimring                                     | chi tiết                                           |
| 2001 | Ralf Schumacher                                    | Williams-BMW                                       | Hockenheimring                                     | chi tiết                                           |
| 2000 | Rubens Barrichello                                 | Ferrari                                            | Hockenheimring                                     | chi tiết                                           |
| 1999 | Eddie Irvine                                       | Ferrari                                            | Hockenheimring                                     | chi tiết                                           |
| 1998 | Mika Häkkinen                                      | McLaren-Mercedes                                   | Hockenheimring                                     | chi tiết                                           |
| 1997 | Gerhard Berger                                     | Benetton-Renault                                   | Hockenheimring                                     | chi tiết                                           |
| 1996 | Damon Hill                                         | Williams-Renault                                   | Hockenheimring                                     | chi tiết                                           |
| 1995 | Michael Schumacher                                 | Benetton-Renault                                   | Hockenheimring                                     | chi tiết                                           |
| 1994 | Gerhard Berger                                     | Ferrari                                            | Hockenheimring                                     | chi tiết                                           |
| 1993 | Alain Prost                                        | Williams-Renault                                   | Hockenheimring                                     | chi tiết                                           |
| 1992 | Nigel Mansell                                      | Williams-Renault                                   | Hockenheimring                                     | chi tiết                                           |
| 1991 | Nigel Mansell                                      | Williams-Renault                                   | Hockenheimring                                     | chi tiết                                           |
| 1990 | Ayrton Senna                                       | McLaren-Honda                                      | Hockenheimring                                     | chi tiết                                           |
| 1989 | Ayrton Senna                                       | McLaren-Honda                                      | Hockenheimring                                     | chi tiết                                           |
| 1988 | Ayrton Senna                                       | McLaren-Honda                                      | Hockenheimring                                     | chi tiết                                           |
| 1987 | Nelson Piquet                                      | Williams-Honda                                     | Hockenheimring                                     | chi tiết                                           |
| 1986 | Nelson Piquet                                      | Williams-Honda                                     | Hockenheimring                                     | chi tiết                                           |
| 1985 | Michele Alboreto                                   | Ferrari                                            | Nürburgring                                        | chi tiết                                           |
| 1984 | Alain Prost                                        | McLaren-TAG                                        | Hockenheimring                                     | chi tiết                                           |
| 1983 | René Arnoux                                        | Ferrari                                            | Hockenheimring                                     | chi tiết                                           |
| 1982 | Patrick Tambay                                     | Ferrari                                            | Hockenheimring                                     | chi tiết                                           |
| 1981 | Nelson Piquet                                      | Brabham-Ford                                       | Hockenheimring                                     | chi tiết                                           |
| 1980 | Jacques Laffite                                    | Ligier-Ford                                        | Hockenheimring                                     | chi tiết                                           |
| 1979 | Alan Jones                                         | Williams-Ford                                      | Hockenheimring                                     | chi tiết                                           |
| 1978 | Mario Andretti                                     | Lotus-Ford                                         | Hockenheimring                                     | chi tiết                                           |
| 1977 | Niki Lauda                                         | Ferrari                                            | Hockenheimring                                     | chi tiết                                           |
| 1976 | James Hunt                                         | McLaren-Ford                                       | Nürburgring Nordschleife                           | chi tiết                                           |
| 1975 | Carlos Reutemann                                   | Brabham-Ford                                       | Nürburgring Nordschleife                           | chi tiết                                           |
| 1974 | Clay Regazzoni                                     | Ferrari                                            | Nürburgring Nordschleife                           | chi tiết                                           |
| 1973 | Jackie Stewart                                     | Tyrrell-Ford                                       | Nürburgring Nordschleife                           | chi tiết                                           |
| 1972 | Jacky Ickx                                         | Ferrari                                            | Nürburgring Nordschleife                           | chi tiết                                           |
| 1971 | Jackie Stewart                                     | Tyrrell-Ford                                       | Nürburgring Nordschleife                           | chi tiết                                           |
| 1970 | Jochen Rindt                                       | Lotus-Ford                                         | Hockenheimring                                     | chi tiết                                           |
| 1969 | Jacky Ickx                                         | Brabham-Ford                                       | Nürburgring Nordschleife                           | chi tiết                                           |
| 1968 | Jackie Stewart                                     | Matra-Ford                                         | Nürburgring Nordschleife                           | chi tiết                                           |
| 1967 | Denny Hulme                                        | Brabham-Repco                                      | Nürburgring Nordschleife                           | chi tiết                                           |
| 1966 | Jack Brabham                                       | Brabham-Repco                                      | Nürburgring Nordschleife                           | chi tiết                                           |
| 1965 | Jim Clark                                          | Lotus-Climax                                       | Nürburgring Nordschleife                           | chi tiết                                           |
| 1964 | John Surtees                                       | Ferrari                                            | Nürburgring Nordschleife                           | chi tiết                                           |
| 1963 | John Surtees                                       | Ferrari                                            | Nürburgring Nordschleife                           | chi tiết                                           |
| 1962 | Graham Hill                                        | BRM                                                | Nürburgring Nordschleife                           | chi tiết                                           |
| 1961 | Stirling Moss                                      | Lotus-Climax                                       | Nürburgring Nordschleife                           | chi tiết                                           |
| 1959 | Tony Brooks                                        | Ferrari                                            | AVUS                                               | chi tiết                                           |
| 1958 | Tony Brooks                                        | Vanwall                                            | Nürburgring Nordschleife                           | chi tiết                                           |
| 1957 | Juan Manuel Fangio                                 | Maserati                                           | Nürburgring Nordschleife                           | chi tiết                                           |
| 1956 | Juan Manuel Fangio                                 | Lancia-Ferrari                                     | Nürburgring Nordschleife                           | chi tiết                                           |
| 1955 | Không tổ chức                                      | Không tổ chức                                      | Không tổ chức                                      | Không tổ chức                                      |
| 1954 | Juan Manuel Fangio                                 | Mercedes                                           | Nürburgring Nordschleife                           | chi tiết                                           |
| 1953 | Giuseppe Farina                                    | Ferrari                                            | Nürburgring Nordschleife                           | chi tiết                                           |
| 1952 | Alberto Ascari                                     | Ferrari                                            | Nürburgring Nordschleife                           | chi tiết                                           |
| 1951 | Alberto Ascari                                     | Ferrari                                            | Nürburgring Nordschleife                           | chi tiết                                           |